# 18. dobrovolnická divize tankových granátníků SS „Horst Wessel“
18. SS-Freiwilligen Panzergrenadier Division „Horst Wessel“ byla jedna z divizí Waffen-SS, která bojovala ve druhé světové válce.

## Vznik divize

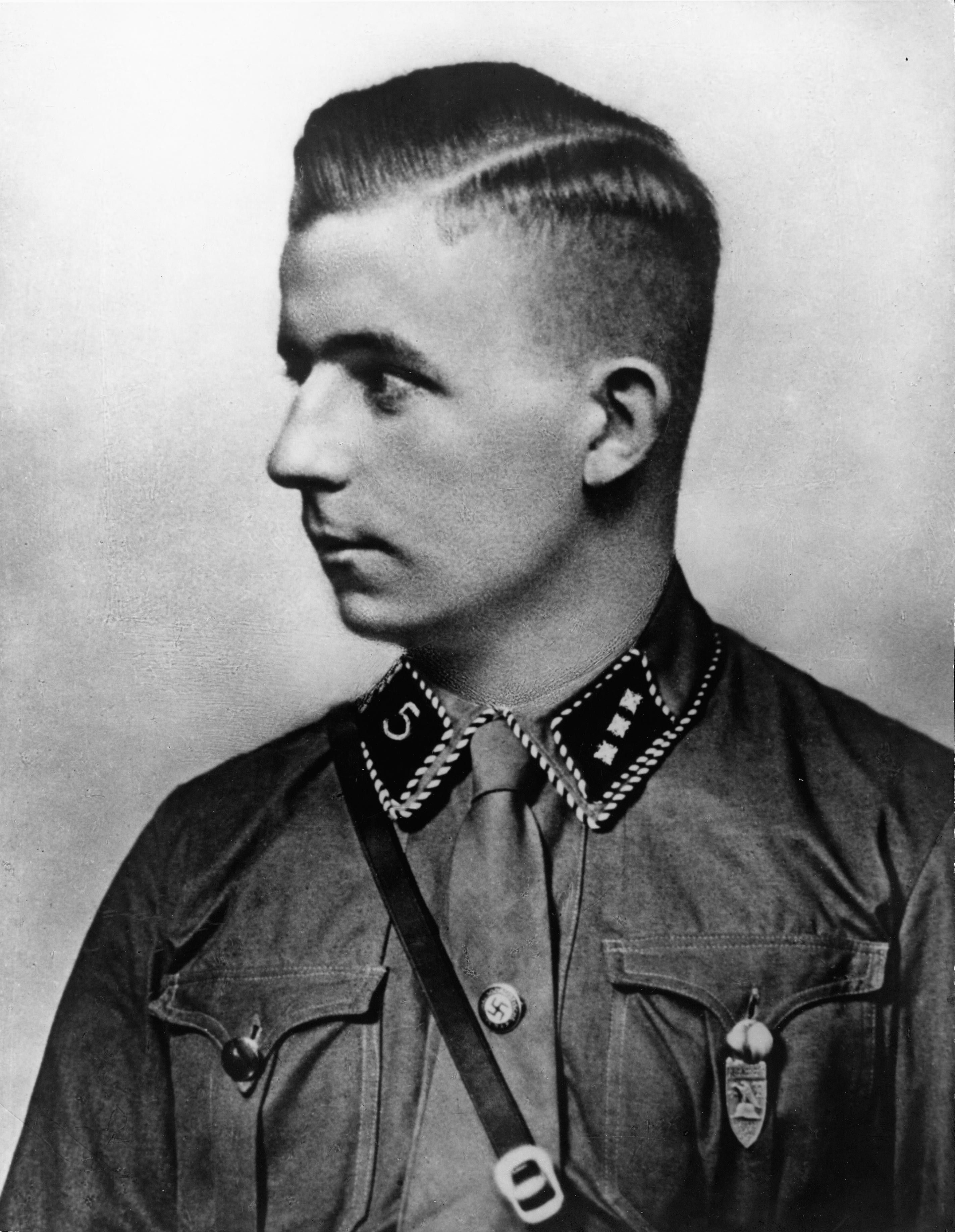
Horst Wessel, po němž byla divize pojmenována v uniformě SA

V lednu roku 1944 nařídil Adolf Hitler říšskému vůdci SS Heinrichu Himmlerovi, aby sestavil bojovou divizi v rámci Waffen-SS, která by byla vytvořena z kádrů záložníků SA. Himmler nařídil, aby 1. pěší motorizovaná brigáda SS byla použita pro vytvoření 18. dobrovolnické divize tankových granátníků SS. Doplněna byla hlavně z maďarských Volksdeutsche (Němců žijících mimo území Německa) z oblasti Banátu.
Vytváření divize probíhalo ve východopruském výcvikovém středisku Stablack a bylo dokončeno 25. ledna téhož roku. Jejím prvním velitelem se stal předchozí velitel 1. pěší brigády SS, veterán první světové války a ostřílený frontový velitel, SS-Standartenführer August-Wilhelm Trabandt.
Ještě ke konci ledna obdržela divize čestný název Horst Wessel, který získala po veliteli jednoho z berlínských oddílů SA, který byl v roce 1930 zabit komunisty. Ačkoliv jeho smrt nebyla politicky motivovaná, byla nacisty využita k protikomunistické propagandě a z Wessela se stal jeden z největších nacistických mučedníků.

## Bojové nasazení
Po svém zformování byla divize odvelena do Záhřebu v Chorvatsku a později byla převelena do oblasti podél maďarsko-jugoslávských hranic, kde byla nasazena do bojů proti Titovým partyzánům. Avšak již v březnu byla divize přesunuta do Maďarska, kde se měla společně s 8. jízdní divizí SS „Florian Geyer“ zúčastnit operace Margarethe, která měla sloužit k zastrašení maďarské vlády, která měla v tu dobu snahy vymanit se z války.
V červenci 1944 byla značná část divize (hlavně 40. pluk tankových granátníků SS) odvelena na Ukrajinu, kde se jako bojová skupina Schäfer (Kampfgruppe Schäfer) pod velením SS-Obersturmbannführera Ernsta Schäfera, účastnila vyprošťování německých divizí z brodské kapsy.
V srpnu byla tato bojová skupina odvelena na jih od Lvova, kde v bojích s partyzány a Rudou armádou utrpěla těžké ztráty a musela být dočasně posílena francouzským praporem z SS-Sturmbrigade „Frankreich“.
Jiné části divize v síle praporu byly nasazeny na Slovensku, aby pomohly potlačit Slovenské národní povstání, zatímco zbytek divize byl odvelen do Maďarska, kde se v rámci LVII. tankového sboru zapojil do těžkých bojů proti postupující Rudé armádě okolo Budapešti.
Ke konci roku se divize stala součástí tankového sboru „Feldherrnhalle“ a začala ustupovat z Maďarska na východ a poté na sever přes město Jászberény. Tím se také vyhnula obklíčení a stáhla se dále přes Slovensko na Moravu. Zde byla v únoru 1945 slabě doplněna a krátce se zapojila do protipartyzánských operací. V tuto dobu také vystřídala několik velitelů ve svém čele.
SS-Brigadeführer Trabandt byl odvelen, aby převzal nový velitelský post, nový velitel SS-Gruppenführer Fitzthum zahynul při autonehodě ve Vídni a velení se ujal SS-Oberführer Bochmann. Ten divizi úspěšně velel během těžkých bojů ve Slezsku a nakonec byl vážně raněn. Divize rovněž utržila značné ztráty a jejím novým velitelem se stal SS-Standartenführer Heinrich Petersen.
Petersen velel divizi až do konce války, kdy se s ní vzdal Rudé armádě poblíž města Hirschberg (dnešní Jelení Hora). Petersen poté spáchal sebevraždu. Hrstce vojáků se podařilo probít až na západ a dosáhnout amerického zajetí.

## Velitelé

### Vrchní velení divize
- SS-Brigadeführer August-Wilhelm Trabandt (25. leden 1944 – 3. leden 1945)
- SS-Gruppenführer Josef Fitzthum (3. leden 1945 – 10. leden 1945)
- SS-Oberführer Georg Bochmann (10. leden 1945 – ? březen 1945)
- SS-Standartenführer Heinrich Petersen (? březen 1945 – 8. květen 1945)

### Náčelník operací
- SS-Sturmbannführer Erich Wulff (20. prosinec 1943 – 15. červen 1944)
- SS-Hauptsturmführer Erich Stüber (15. červen 1944 – 20. červenec 1944)
- Hauptmann Schneider (20. červenec 1944 (20. červenec 1944 – 25. červenec 1944)
- SS-Sturmbannführer Emil Stürzbecher (25. červenec 1944 – 25. srpen 1944)
- Major i.G. Günther H. Wind (25. srpen 1944 – ? květen 1945)

### Proviantní důstojník
- SS-Obersturmbannführer Heinrich-August Barner
- SS-Hauptsturmführer Helmut Meyer

## Oblasti operací
- Maďarsko (leden 1944 – červenec 1944)
- Východní fronta, centrální sektor (červenec 1944 – říjen 1944)
- Polsko, Československo (říjen 1944 – květen 1945)

## Početní stavy divize
| Měsíc      | Rok  | Počet  |
| 30. červen | 1944 | 8 530  |
| 20. září   | 1944 | 10 063 |
| prosinec   | 1944 | 11 000 |

## Složení divize
- SS-Panzergrenadier-Regiment 39 (39. pluk tankových granátníků SS)
- SS-Panzergrenadier-Regiment 40 (40. pluk tankových granátníků SS)
- SS-Artillerie-Regiment 18 (18. dělostřelecký pluk SS)
- SS-Panzer-Aufklärungs-Abteilung 18 (18. tankový průzkumný oddíl SS)
- SS-Panzer-Abteilung 18 (18. tankový oddíl SS)
- SS-Panzerjäger-Abteilung 18 (18. oddíl stíhačů tanků SS)
- SS-Flak-Abteilung 18 (18. oddíl protiletadlové obrany SS)
- SS-Nachrichten-Abteilung 18 (18. zpravodajský oddíl SS)
- SS-Pionier-Bataillon 18 (18. ženijní prapor SS)
- SS-Verwaltungstruppen-Abteilung 18 (18. správní oddíl SS)
- SS-Wirtschafts-Bataillon 18 (18. hospodářský prapor SS)
- SS-Nachschub-Truppen 18 (18. zásobovací četa SS)
- SS-Instandsetzungs-Abteilung 18 (18. opravářský oddíl SS)
- SS-Feldgendarmerie-Abteilung 18 (18. oddíl polního četnictva SS)
- SS-Feldersatz-Bataillon 18 (18. pohotovostní prapor SS)
- SS-Sanitäts-Abteilung 18 (18. sanitní oddíl SS)